# Vierzehn-Nothelfer-Kirche (Langenberg)

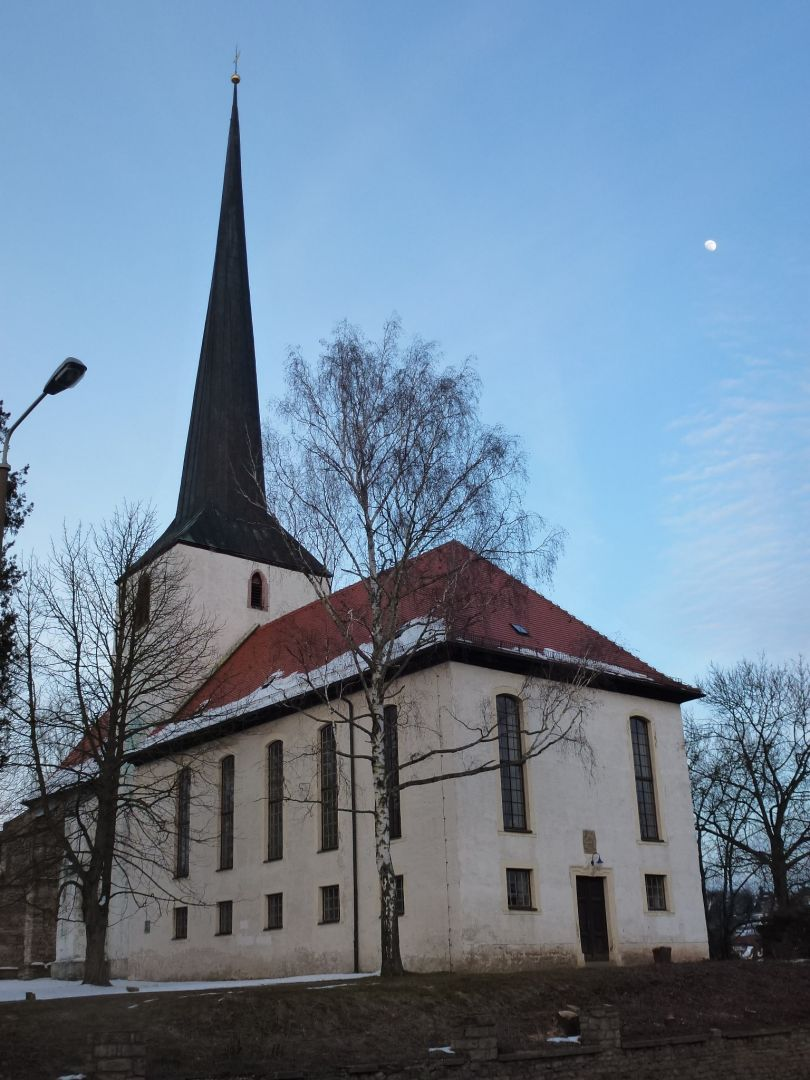
Die evangelische Kirche

Die evangelische Vierzehn-Nothelfer-Kirche steht im Ortsteil Langenberg der Stadt Gera in Thüringen.

## Geschichte
Das Turmerdgeschoss wurde im 12./13. Jahrhundert gebaut. 1467 folgte der Anbau des spätgotischen Chors, und 1491 die Weihe der Kirche. Aus dieser Zeit stammt der spätgotische Silberaltar. 1502 wurde der 60 Meter hohe Chorturm um- bzw. neu gebaut.
Die 1750 begonnene Umgestaltung des Langhauses wurde 1754 vollendet. Der großräumige Saalbau, der Chor, die Strebepfeiler, das vermauerte Spitzbogenportal und ein Relief mit Schmerzmann und zwei Engeln geben neben anderen Merkmalen Einblick in die Kunstgeschichte und in das Gotteshaus.
1927 fand eine Restaurierung des silbernen Grundes statt. Die letzte Renovierung erfolgte 1984 bis 1985.